# Max-Planck-Institut zur Erforschung von Kriminalität, Sicherheit und Recht
Das Max-Planck-Institut zur Erforschung von Kriminalität, Sicherheit und Recht (MPI-CSL) ist eine außeruniversitäre Forschungseinrichtung unter der Trägerschaft der Max-Planck-Gesellschaft (MPG) mit Sitz in Freiburg im Breisgau. Es betreibt Grundlagenforschung in den Bereichen Kriminologie, Strafrecht und Öffentliches Recht.

## Leitung
Das Institut wird von Tatjana Hörnle, Ralf Poscher und Jean-Louis van Gelder geleitet.
Im Frühjahr 2019 waren rund 145 Mitarbeitende am Institut tätig. Emeritierte Direktoren am Institut sind Ulrich Sieber, Hans-Jörg Albrecht und Albin Eser.

## Geschichte
Das Max-Planck-Institut zur Erforschung von Kriminalität, Sicherheit und Recht geht zurück auf das Seminar für ausländisches und internationales Strafrecht an der Universität Freiburg. Dieses war im Jahr 1938 vom damaligen Inhaber des Lehrstuhls für Strafrecht an der Rechts- und Staatswissenschaftlichen Fakultät, Adolf Schönke, beantragt und im späteren Jahresverlauf vom Badischen Ministerium des Kultus und Unterrichts genehmigt worden. Den Namen „Institut für ausländisches und internationales Strafrecht“ erhielt es 1947. Im Jahr 1966 wurde das Institut von Schönkes Nachfolger Hans-Heinrich Jescheck in die Max-Planck-Gesellschaft eingebracht und erhielt den Namen „Max-Planck-Institut für ausländisches und internationales Strafrecht“. Nach Jescheck folgten Albin Eser und Ulrich Sieber als Leiter des Instituts.
Im Zuge der Umgestaltung des Forschungsprofil durch das neue Leitungsgremium mit Tatjana Hörnle, Ralf Poscher und Jean-Louis van Gelder im Jahr 2019 wurde das Institut zum 1. März 2020 umbenannt in „Max-Planck-Institut zur Erforschung von Kriminalität, Sicherheit und Recht“.
Gebäude
Im Jahr 1978 bezog das Institut seinen markanten Neubau des Architekten Herbert Dörr in der Freiburger Wiehre, in dem es noch heute untergebracht ist. Der Architekturstil wird dem Brutalismus zugeordnet. Noch 1970 gab es heftigen Widerstand, sowohl im Gemeinderat wie in der Bevölkerung, gegen den Neubau, der allerdings zunächst anders geplant war und dem auch die Villa Mitscherlich zum Opfer fallen sollte. Im Dezember stimmte jedoch der Gemeinderat zu und die Villa Mitscherlich blieb erhalten und ist heute (2020) ein Atelierhaus.
Das Institutsgebäude befindet sich nahe des Haltepunkts Freiburg-Wiehre der Breisgau S-Bahn an der Höllentalbahn und der Haltestelle Holbeinstraße der Straßenbahnlinie 2. Am Haltepunkt Freiburg-Wiehre befindet sich auch eine Station des Fahrradverleihsystems Frelo.
Im Jahr 2008 kam ein Erweiterungsbau im selben Stil an der Fürstenbergstraße 19 hinzu. Im Sommer 2022 wurde ein kriminologisches Virtual-Reality-Forschungslabor in der Freiburger Innenstadt eröffnet, das MAXLab Freiburg.
Bibliothek
Herzstück des viergeschossigen Baus ist die sich über mehrere Stockwerke erstreckende weltweit renommierten Spezialbibliothek (mit rund 500.000 Bänden, 1.100 laufenden Print-Zeitschriften und einem breiten Angebot deutscher und ausländischer Rechtsprechungs- und Literaturdatenbanken).

## Max Planck Law
Das Institut ist Mitglied des Doktoranden- und Postdoktoranden-Forschungsnetzwerks „Max Planck Law“, das Veranstaltungen organisiert und die Karriereentwicklung fördert.

## Forschungsprofil
Das Max-Planck-Institut zur Erforschung von Kriminalität, Sicherheit und Recht gehört zur Geistes-, Sozial- und Humanwissenschaftlichen Sektion der Max-Planck-Gesellschaft zur Förderung der Wissenschaften e. V. Es gliedert sich in drei Forschungsabteilungen: Kriminologie, Öffentliches Recht und Strafrecht. Die Forschungsausrichtung des Instituts ist grundlagenorientiert und durch den interdisziplinären rechts- und sozialwissenschaftlichen Forschungsansatz zugleich anwendungsorientiert. Die selbstständigen Forschungsbereiche sind methodisch miteinander verzahnt und durch die Wahl ihrer Forschungsgegenstände aufeinander abgestimmt. In den Forschungsmethoden ergänzen sich die Abteilungen mit ihren unterschiedlichen Untersuchungsansätzen und theoretischen Perspektiven.
Im Zuge der Neubesetzung der Leitungsebene des Instituts im Jahr 2019 wurden die programmatischen Leitlinien der Forschungsagenda umfassend neu ausgerichtet. Im Zentrum der Arbeiten der strafrechtlichen Abteilung steht die Entwicklung einer transnationalen Strafrechtstheorie. Durch die Analyse der unterschiedlichen nationalen Strafrechtstraditionen einschließlich der praktischen Aspekte der Strafverfolgung soll, auf der Basis konkreter Fragestellungen, eine umfassende Kartografie der vielfältigen Instrumente, Konzepte und Lösungsansätze erarbeitet werden. Die Forschungsagenda der Abteilung Recht der öffentlichen Sicherheit adressiert sicherheitsrelevante Sachverhalte, die nicht oder nicht alleine mit Instrumenten des Strafrechts erfasst werden können. Neben theoretischen und dogmatischen Grundlagenfragen, die sich im Sicherheitsrecht oft zugespitzt stellen, werden die aktuellen rechtlichen, technischen und gesellschaftlichen Entwicklungen – Internationalisierung, Digitalisierung und Fragmentierung – aufgegriffen und die damit verbundenen normativen Herausforderungen der Gefahrenprävention im Hinblick auf Grundrechtsschutz, Rechtsstaats- und Demokratieprinzip analysiert. Das Forschungsprogramm der kriminologischen Abteilung ist auf die theoretische und empirische Erklärung normkonformen und -abweichenden Verhaltens fokussiert. Auf der Grundlage vor allem psychologischer Theorien soll mit innovativen Forschungsmethoden, die auch computergestützte Experimente mittels virtual reality-Programmen einschließen, erforscht werden, wie sich individuelle Verhaltensabläufe ad hoc darstellen, längerfristig (weiter-)entwickeln oder verändern, und wie diese erklärt werden können.
Mit dieser programmatischen Aufstellung kann das Gesamtspektrum aller aktuellen sicherheitsrelevanten Fragestellungen – bezogen auf Phänomene ebenso wie auf die Akteure, Instanzen, Konzepte und Instrumente – analytisch wie methodisch umfassend erfasst und bearbeitet werden.
Scharf kritisiert wird andererseits „die offensichtliche Unbekümmertheit, mit der man ein Max-Planck-Institut für ausländisches und internationales Strafrecht von Weltgeltung ... für obsolet erklären zu können glaubte“.